# 55a Divisió (Exèrcit Popular de la República)
La 55a Divisió va ser una de les divisions de l'Exèrcit Popular de la República que es van organitzar durant la Guerra Civil espanyola sobre la base de les Brigades Mixtes. Va estar desplegada en el front del Segre.

## Historial
Anteriorment una divisió en el front del Nord ja havia emprat aquesta numeració.
La divisió va ser creada al juliol de 1938, a partir del desdoblament de la recentment reforçada 43a Divisió; la nova unitat va quedar sota el comandament de l'antic comandant de la 130a Brigada Mixta, el tinent coronel Leopoldo Ramírez Jiménez. Va quedar composta per les brigades mixtes 176a, 177a i 178a. Inicialment, va quedar adscrita al XXIV Cos d'Exèrcit, en la reserva general del GERO. A la fi de 1938 la divisió estava assignada a l'XI Cos d'Exèrcit, desplegada en el front del Segre. Al començament de 1939 va arribar a intervenir en la batalla de Catalunya, sense aconseguir frenar l'ofensiva franquista.